# 훙쉐즈

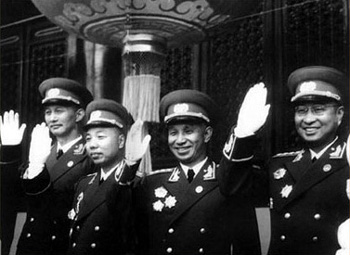
1955년 베이징 톈안먼에서 열린 국경절 기념 행사에 참석한 훙쉐즈, 샤오화, 쑤위, 천겅

훙쉐즈(중국어 간체자: 洪学智, 정체자: 洪學智, 병음: Hóng Xuézhì, 한자음: 홍학지, 1913년 2월 2일 ~ 2006년 11월 20일)는 중국 인민해방군 대장을 역임한 중화인민공화국의 군인, 정치인이다.

## 생애
안후이성 루안시 진자이현에서 농민의 아들로 태어났으며 1929년 5월에 중국 공산당에 입당하고 공산주의 게릴라 조직인 홍군에 가입하여 장정에 참여했다. 1936년에는 옌안시에 위치한 장정 대학(항일 군정 대학)에 입학하여 지대장, 부대대장, 제4단 단장, 제5분교 부교장으로 복무했다. 1941년에는 신사군 옌푸 군구 사령원으로 임명되었고 1942년에는 신사군 제3사 참모장으로 임명되었다.
국공 내전이 진행 중이던 1945년부터 중국 인민해방군 랴오시 군구 부사령관, 헤이룽장 군구 사령원, 둥베이 야전군 제6종대 사령원으로 복무했으며 1948년 11월에는 제4야전군 제43군 군단장 자격으로 핑진 전역(平津, 베이징-톈진)에 참전했다. 1949년 5월에는 제15군단 제1보좌 사령원 겸 참모장으로 임명되어 광저우시 진격 작전에 참전했고 1950년에는 광둥 군구 부사령원 겸 참모장, 해안 방비 사령원 자격으로 하이난섬, 완산 군도 상륙 작전에 참전했다. 1950년 6월에는 둥베이 변방군 제13병단 부사령원으로 임명되었다.
1950년 10월에는 중국 인민지원군 부사령원 자격으로 한국 전쟁에 참전했으며 1951년 6월에는 중국 인민지원군 후방근무사령부 사령원을 겸임했다. 1954년에 중국으로 귀국한 이후에 중국 인민해방군 총후방근무부 부부장으로 임명되었고 1957년에는 총후방근무부 부장으로 임명되었다. 1959년에는 펑더화이의 실각으로 인해 지방으로 좌천되었고 1960년에는 지린성 농업기계청장, 중공업청장을 역임했다.
1970년에는 문화 대혁명을 계기로 농장으로 하방되어 노동 개조를 받았고 1972년에 하방 조치가 해제되었다. 1974년에는 지린성 석유화학공업국장으로 임명되었고 1977년에는 중국 공산당 중앙군사위원회 위원에 임명되면서 중앙 정부의 관직에 복귀했다. 1980년에는 중국 인민해방군 총후근부 부장으로 임명되었고 1982년에는 중국 공산당 중앙군사위원회 부비서장으로 임명되었다.
1990년 3월부터 1998년 3월까지 중국인민정치협상회의 전국위원회 부주석을 역임했다. 그 외에 제8기 중국 공산당 중앙위원회 후보 위원, 제11기·제12기 중국 공산당 중앙위원회 중앙위원, 제12기 중국 공산당 중앙고문위원회 위원, 제1기·제5기·제7기 전국인민대표대회 대표, 제5기 전국인민대표대회 상무위원회 위원을 역임했다. 2006년 11월 20일에 베이징에서 숙환으로 사망했다.